# Axel Bäck
Axel Erik Bäck, född 23 december 1987, är en svensk utförsskidåkare. Moderklubb är Saltsjöbadens SLK. 
Bäck gjorde sin första världscuptävling 27 januari 2009. Sina första världscuppoäng tog han 15 november 2009 i sin blott andra världscuptävling, då han blev 15:e i Levis slalomtävling, efter ett starkt andra åk där han hade tredje bästa tid. Efter en bra säsong kom han med i den svenska truppen till OS 2010. Han deltog i den olympiska slalomtävlingen men körde ur i det andra åket.
I VM i Garmisch-Partenkirchen 2011 tog Bäck sin första mästerskapsmedalj som senior, detta genom ett brons i lagtävlingen. Bronset fick han utan att ens behöva delta i tävlingen, utan enbart vara medlem i laget. Övriga tävlande i laget var Anja Pärson, Maria Pietilä Holmner, Matts Olsson, Hans Olsson och Sara Hector.
Hans första världscuppallplats i karriären kom den 6 mars 2011 då han kom tvåa i slalomåket.
Den 7 april 2016 meddelades att han avslutar sin alpina karriär.

### Fotnoter
1. ↑  Peter Jonsson (7 april 2016). ”Axel Bäck lägger ner alpinkarriären”. SVT Sport. http://www.svt.se/sport/vintersport/axel-back-lagger-ner-alpinkarriaren/. Läst 8 april 2016.